# Sant'Ireneo a Centocelle (titolo cardinalizio)
Sant'Ireneo a Centocelle (in latino: Titulus Sancti Irenæi ad Centumcellas) è un titolo cardinalizio istituito da papa Francesco il 14 febbraio 2015. Il titolo insiste sulla chiesa di Sant'Ireneo.
Dal 14 febbraio 2015 il titolare è il cardinale Charles Bo, arcivescovo metropolita di Yangon.

## Titolari
- Charles Bo, S.D.B., dal 14 febbraio 2015.